# Luksemburg na Letnich Igrzyskach Olimpijskich 1968
Reprezentacja Luksemburga na Letnich Igrzyskach Olimpijskich 1968 w Meksyku liczyła 5 zawodników.

## Reprezentanci Luksemburga na Igrzyskach

### Kolarstwo szosowe
Mężczyźni
- Roger Gilson - indywidualnie - 54. miejsce

### Lekkoatletyka
Mężczyźni
- Charel Sowa

chód 20 km - 19. miejsce
chód 50 km - 16. miejsce

### Pływanie
Kobiety
- Arlette Wilmes

100 metrów stylem klasycznym - odpadła w eliminacjach
200 metrów stylem klasycznym - odpadła w eliminacjach

### Sztrzelectwo
Mężczyźni
- Nico Klein - Pistolet 50 m - 30. miejsce

### Szermierka
Kobiety
- Colette Flesch - floret - odpadła w eliminacjach